# 石見女式
石見女式（いわみじょしき、いわみのじょしき）とは、平安時代の歌論書。
ただし原本は平安後期に散佚し、現存する『石見女式』は鎌倉時代末期以降に成立した偽作とされ、石見女髄脳（いわみおんなずいのう）、石見女和歌式（いわみおんなわかしき）とも称せられる。
本記事ではこれらの名を持って呼ばれるすべての歌論書を扱う。『喜撰式』、『和歌式』、『歌経標式』と並んで、『八雲御抄』以来、和歌四式の一つとされた。

## 成立
和歌四式に数えられる歌論書のなかで顕彰による『古今集序注』等にみられないのは本書のみである。『奥義抄』序文に見られるが、和歌四式に数えられる歌論書のなかで唯一、引用はない。『八雲御抄』に「是安倍清行式同物歟」とあり、当時の時点ですでに散逸し、名前のみが伝わっていたと考えられる。現存するものは鎌倉末期以降の作であるとするのが通説である。奥書には明らかに御子左家分裂以降の成立と取れる記述があり、鎌倉末期よりもむしろ室町時代に入ってからの作であるとする見解もある。

## 伝本
現存する伝本は四系統あり、抄出箇所や記述の有無などにより小異する。また、諸本一致して以下の条がある。
- 五句の五行説的な説明
- 和歌守護三十一神
- 土句三種深義（五行説）
- 奥書
- 昔義并星宮口伝